# Mario Armano
Mario Armano, född 25 juli 1946, är en italiensk före detta bobåkare.
Armano blev olympisk guldmedaljör i fyrmansbob vid vinterspelen 1968 i Grenoble.